# Ferdinand Remy

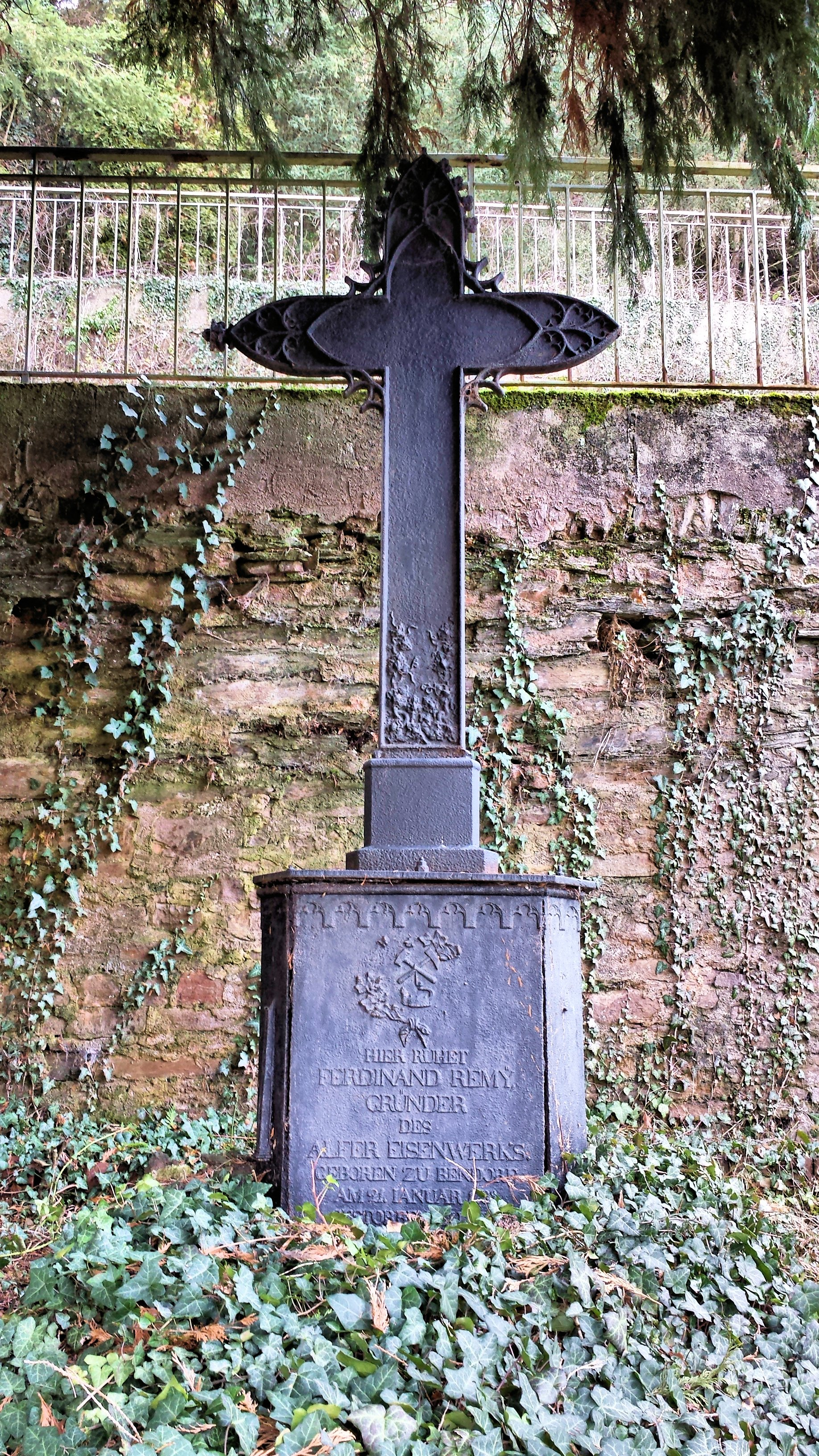
Eisengrabkreuz von Ferdinand Remy in Alf/Mosel

Ferdinand Remy (* 21. Juli 1788 in Bendorf; † 12. April 1848 in Alf) war ein deutscher Kommerzienrat und Eisenwerkbesitzer.

## Leben
Nach Ende seiner schulischen Ausbildung ging Remy nach England und hielt sich von 1813 bis 1819 in London auf. Hier wurde er von seinem Bruder Louis von der Wendener Hütte (einem kleinen Holzkohlenhochofen-, Frischfeuer und Hammerwerk aus dem Kreis Olpe) besucht. Louis Remy der bereits erfahrener Eisenhüttenmann war und von dem in England üblichen Flammofenfrischverfahren wusste, animierte seinen Bruder Ferdinand zu einer gemeinsamen Reise in die Grafschaft Staffordshire. Sie sahen sich die dortigen Eisenwerke in der Absicht an, das noch neue Puddelverfahren mit angeschlossenem Walzwerkbetrieb nach Deutschland zu bringen. Ferdinand war von dieser Reise so angetan, dass er den Entschluss fasste, ein ebensolches Eisenwerk in Deutschland zu errichten. Zurück in der Heimat lieh er sich Geld von seinen Brüdern und reiste nochmals nach England in die dortigen Eisenhüttenbezirke um sich im Hüttenwesen und in der Verarbeitung mittels Walzwerken ausbilden zu lassen. Hier arbeitete er von 1819 bis 1824 als Hüttenarbeiter bei verschiedenen Puddel- und Walzwerken und eignete sich so im Laufe der Jahre die hierfür erforderlichen Kenntnisse an.

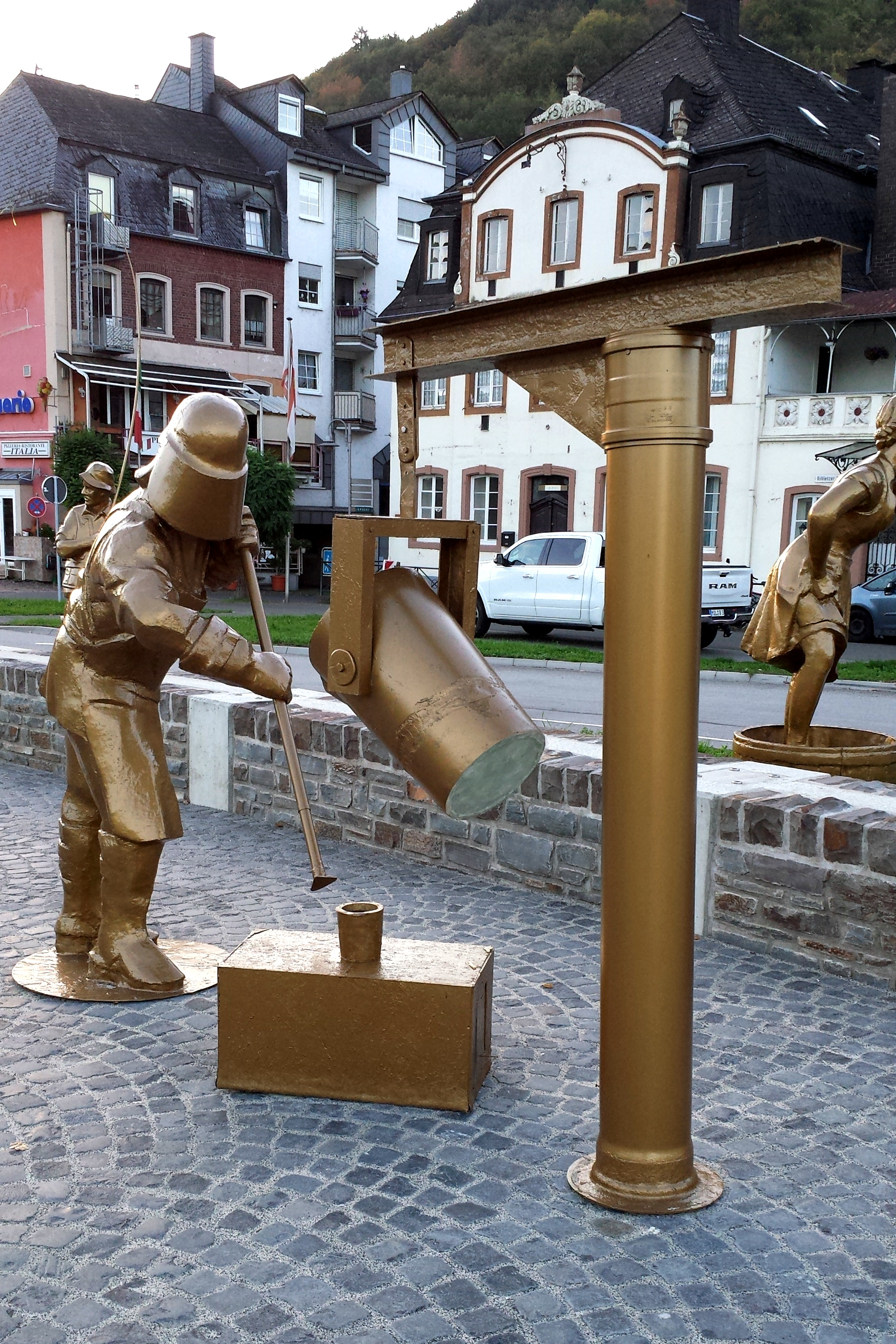
Skulptur Ferdinand Remy in Alf

Nachdem er sich vom dritten Mann am Puddelofen zum Vorarbeiter und letztlich noch zum Meister hochgearbeitet hatte, kehrte Remy zurück nach Deutschland und verständigte seine Vettern auf dem „Rasselstein“, die Brüder Christian (* 1783) und Friedrich Remy (1789–1827), Söhne von Carl Wilhelm Remy (1747–1817) aus Bendorf in dessen Rasselsteiner Eisenwerks Gesellschaft H. W. Remy & Kons. (Rasselstein) in Neuwied, um mit ihnen über den Bau eines Probepuddelofens zu sprechen. Hierbei wollte man überprüfen ob rheinisches Roheisen zum Puddeln geeignet sei. Noch im Jahr 1824 wurde der erste Puddelofen durch Ferdinand Remy erbaut und mit Hilfe englischer Puddelmeister- und Arbeiter konnten die ersten Luppen auf Rasselstein geschmiedet werden.
Noch im gleichen Jahr kam es dann zu Meinungsverschiedenheiten zwischen den Vettern und dem mit der Leitung der Firma betrauten Christian Remy. Die Vettern Wilhelm Gideon (* 1783) und Louis wollten sich im August 1824 zusammen mit ihrem Bruder Ferdinand, die alle Teilhaber der Firma Remy, Hoffmann u. Co. waren, am Rasselsteiner Unternehmen beteiligen. Als diese jedoch das neue Puddelwerk als eigenständiges Werk unter der Leitung von Ferdinand Remy, der auf dieser Forderung bestanden hatte, heraustrennen wollten, weigerte sich Christian Remy und schrieb seinem Vetter Wilhelm am 30. August 1824 noch folgenden Brief:

„Zumuthungen, die uns allen Vortheil des neuen Unternehmens entziehen würden. Was würde man denken, nachdem wir seit 4 Jahren vor allen Augen auf die Puddelofen-Errichtung losgearbeitet und die nöthigen Vorbereitungen dazu gemacht, ich jetzt, nach erreichtem Ziel, auf unsrem eigenen Werk spazieren ginge und mich um nichts kümmern dürfte? Er [Ferdinand Remy] wollte, meinen Bruder und mir beinah jeden Antheil an der Direction des Geschäfts nehmen, welches durch uns ebensowohl und vielleicht besser als durch ihn selbst errichtet werden konnte. Wir konnten dieses unserer Ehre wegen nicht zugeben und wir haben gewiss wohl daran gethan“

Als nun klar war, dass es zu keiner Übereinkunft mit den Vettern kommen würde, begann Ferdinand sich in seiner Heimat nach einem anderen geeigneten Standort für ein neues von ihm geplanten Eisenhüttenwerk umzusehen. Da er hierfür Wasser als treibende Kraft für das neue Walzwerk wählte und nicht die Dampfmaschine, die man zu diesem Zeitpunkt als noch nicht dafür geeignet ansah, suchte er im Westerwald und in der Eifel nach einem Standort in der Nähe eines wasserreichen Bachlaufs. Als er schließlich am Zusammenfluss von Üß- und Alfbach fündig geworden war, begann er alsbald zusammen mit seinem Bruder Louis, den er inzwischen zu sich geholt hatte, mit der Landvermessung für das geplante Werk. Da der hierfür zu erwerbende Grund und Boden auf 54 verschiedene Landbesitzer verteilt war, wurde der aus Alf stammende Johann Mentges als Vermittler zwischen den vielen Parteien beauftragt. Nachdem alle Verhandlungen erfolgreich verlaufen waren, reichten die Brüder Ferdinand und Louis am 10. Mai 1825 ein Permissions- und Baukonzessionsgesuch bei der Königlichen Regierungsstelle in Trier ein, worauf am 9. Januar 1826 eine Konzessionsurkunde ausgestellt wurde.

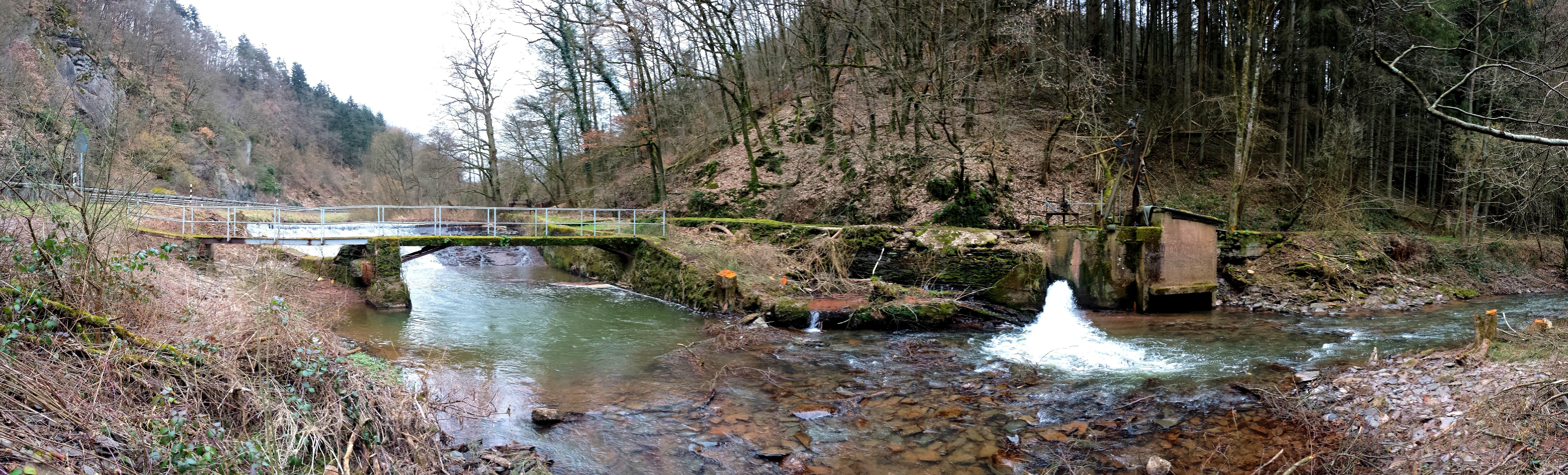
Altes Stauwerk des Eisenhüttenwerks Remy im Alfbachtal

Nachdem das Werk, das nach den Plänen des preußischen Baurats Carl Ludwig Althaus (1788–1864) gebaut worden war und im Frühjahr mit Eduard Remy (1799–1871) aus Lüttich ein weiterer Bruder zu dem Unternehmen als Teilhaber geholt wurde, war es dann am 5. Juni 1827 so weit, dass der erste Puddelofen angesteckt werden konnte. Zu Beginn musste Remy noch entsprechend qualifizierte englische Fachkräfte beschäftigen, da die einheimischen Arbeiter erst noch ausgebildet werden mussten. Diese kamen zumeist aus den Nachbarorten Alf und Bengel. Ein weiterer Vorteil dieses neuen Produktionsstandortes war die nahegelegene Mosel, da sie zum Transport und für die Beschaffung der für die Herstellung notwendigen Rohstoffe sehr gut geeignet war. Das für die Roheisengewinnung benötigte Sphärosiderit bezog man von Bendorf und Roteisenstein wurde aus Erzbergwerken aus dem Lahn-Dill-Gebiet geliefert. Die für die Energiegewinnung notwendige Holzkohle konnte aus dem Holz heimischer Wälder gewonnen werden, wurde jedoch später durch saarländische Steinkohle ersetzt. Aufgrund der starken Nachfrage nach „Alfer Eisen“ wurden bald weitere Puddelöfen errichtet, bis sich schließlich 8 Öfen im Betrieb befanden. Mit dem ersten Puddelofen wurde zeitgleich eine Luppenstraße eingerichtet, ein zusätzlicher Schweißofen in Betrieb genommen und ein neues Walzwerk mit Grob- und Mittelwalzstraßen errichtet.
Zu den Abnehmern des leicht verarbeitbaren Eisens zählten fast alle Schmiedemeister im Hunsrück, der Eifel und im Moselraum. Aus dem Alfer Eisen wurden Radreifen, Schuhnägel, Faßband-, Hufstab- und Schneideisen, sowie spezielle Profile die bei der Gewehrfabrikation benötigt wurden, hergestellt.
Abnehmer dieser Profile waren unter anderem die königlichen Gewehrfabriken in Danzig, Erfurt und Spandau, die Königlich Bayrische Gewehrfabrik in Amberg sowie die privaten Gewehrfabriken von Dreyse und später auch der Gebrüder Mauser in Oberndorf. Um die hohen Standards in diesem Segment erfüllen zu können, wurde das sogenannte Gewehr-Eisen einem dreimaligen Puddelprozeß unterzogen, um den bei der Eisenproduktion entstandenen Kohlenstoffanteil von über 2,3 % auf unter 1,6 % zu reduzieren. Das Eisen wurde somit leicht schmiedbar und erhielt dafür die Spezialmarke Dreimal raffiniert. Zur besseren Erkennbarkeit erhielt das im Werk produzierte Flacheisen beim Walzen die Markenbezeichnung Alf und bei den Quadrat- und Rundprofilen wurde die Prägung Alf in die Stäbe und Bunde eingeschlagen.

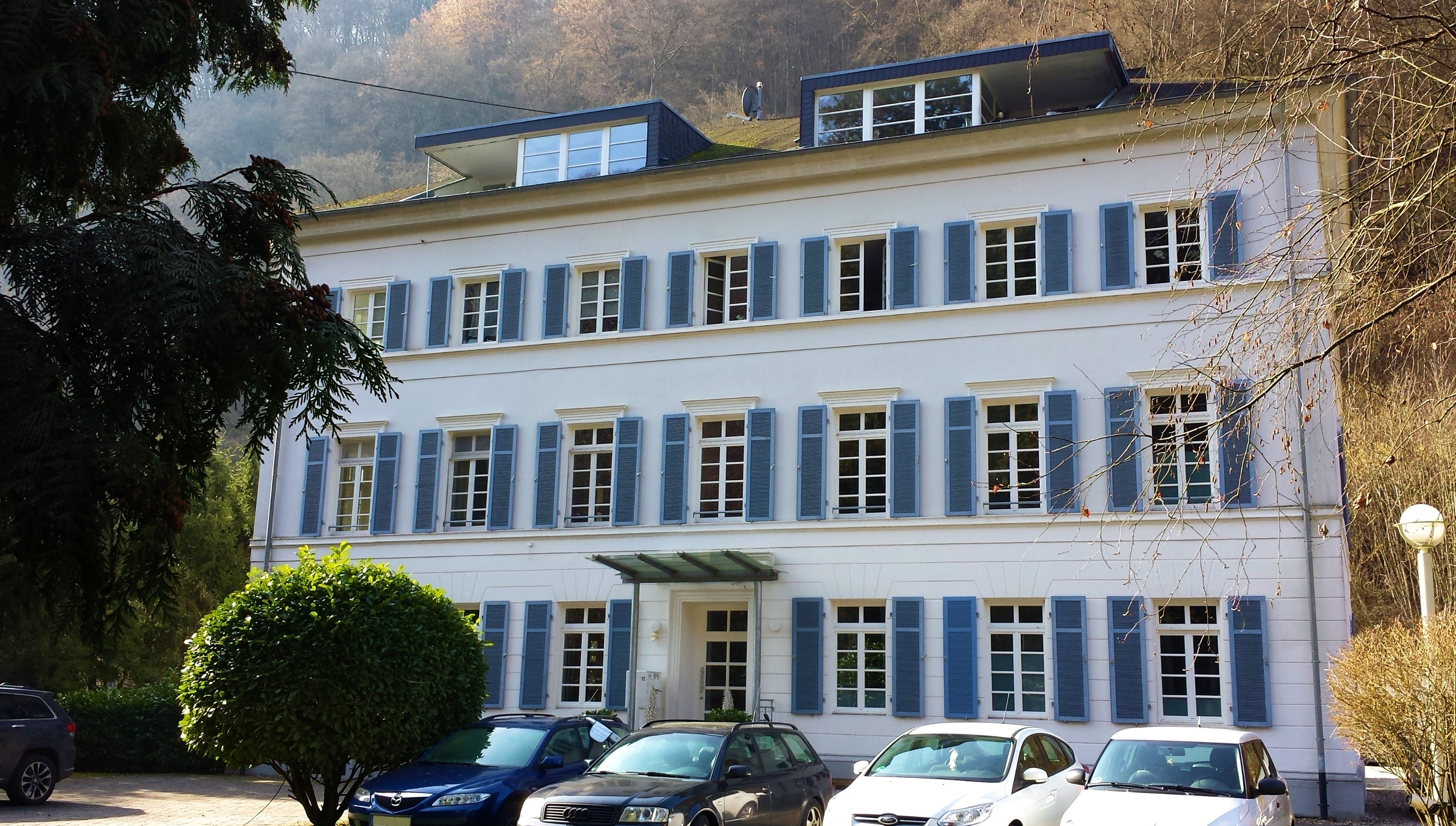
Altes Wohnhaus der Familie Remy

Um den weiter gestiegenen Bedürfnissen des Eisenhüttenwerks gerecht werden zu können, wurde unter der Leitung von Hermann Remy, der ein Neffe von Ferdinand war, zu Beginn des Jahres 1836 ein neues Mittel- und Feineisenwalzwerk am Üßbach gebaut. Die für den Neubau erforderliche Konzessionsurkunde für das sogenannte „Neue Werk“ wurde am 12. März 1836 ausgestellt. Ebenfalls zur gleichen Zeit ließ die Familie Remy ein neues Wohnhaus bauen.
Am 2. Februar 1838 schloss die Firma Ferdinand Remy & Co. einen Vertrag mit der Eisenbahndirektion der Düsseldorf-Elberfelder Eisenbahn-Gesellschaft ab, der eine Lieferung von Eisenbahnschienen für die Normalspur vorsah. Die Schienen aus dem Alfer Werk wurden ab dem Frühjahr 1838 ausgeliefert und in einem ersten Streckenabschnitt zwischen Düsseldorf und Erkrath (Bahnstrecke Düsseldorf–Elberfeld) verlegt und am 15. Oktober 1838 in Betrieb genommen, womit die Strecke nach Indienstnahme im Jahre 1838 die erste Eisenbahnstrecke in Westdeutschland überhaupt wurde. Als Ferdinand Remy im Jahre 1848 verstarb und unter großer Anteilnahme in Alf beerdigt wurde, schrieb der Bürgermeister vom Amt Zell Johann Coll in seiner im Jahre 1851 veröffentlichten Chronik des Dorfes Alf, als Ingenieure zwischen Bertrich und Alf begannen das Gelände zu nivellieren:

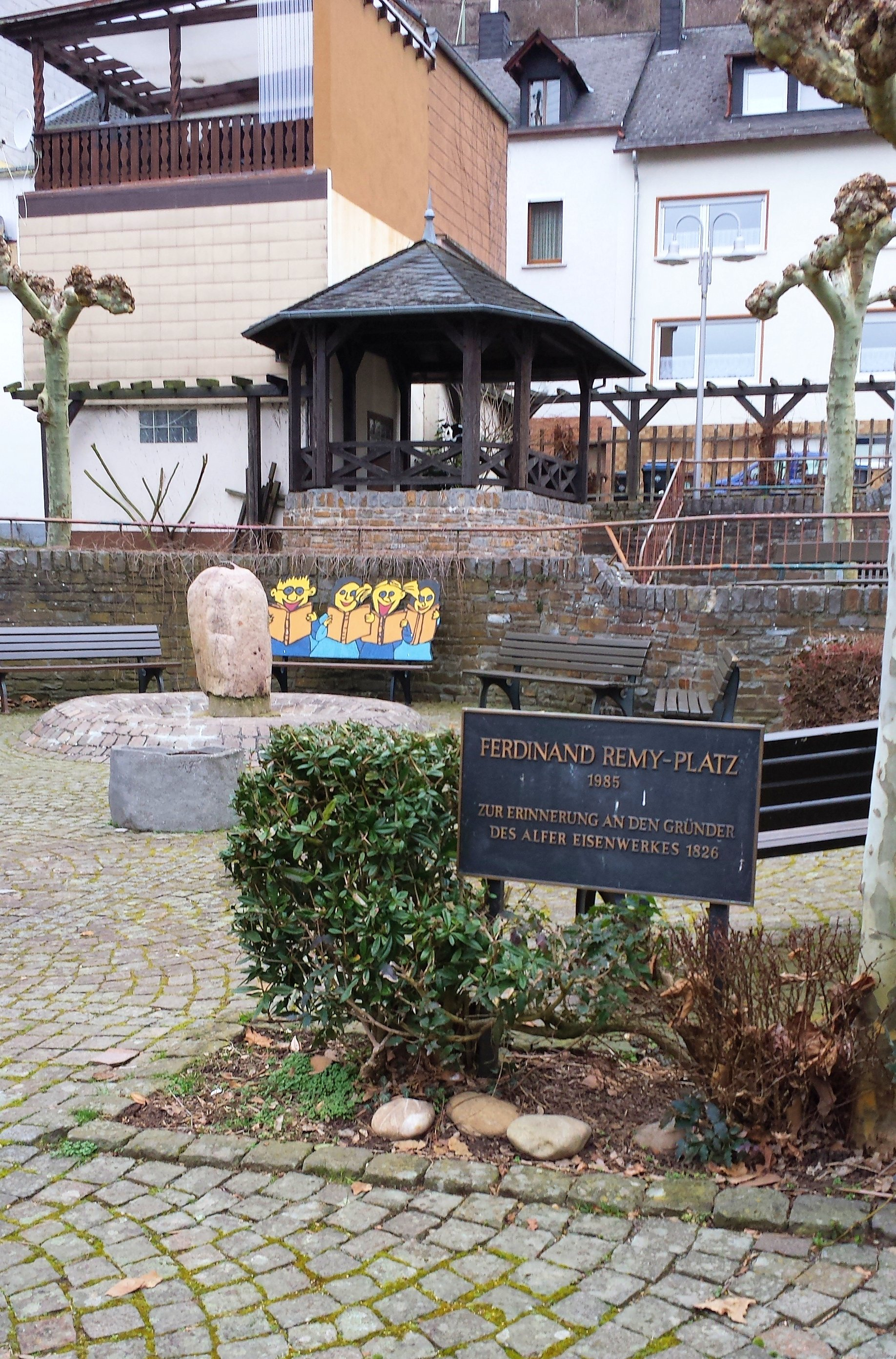
Ferdinand-Remy-Platz in Alf mit Gedenktafel

„Man glaubte, es sollte eine Straße gebaut werden, bis sich endlich offenbarte, daß die Gebrüder Remy von Bendorf ein Eisenwerk anlegen wollten. Ich machte es mir zur Pflicht, dieses Unternehmen in allen Theilen und nach Kräften zu unterstützen und so sah ich dieses schöne Etablissement nach und nach entstehen. Der geringe Mann fand dort Arbeit und Nahrung und unterließ den Holzdiebstahl sowie den Wildfrevel, umsomehr als Herr Remy bei seinen Arbeitern strenge Polizei hielt und den entließ, der sich mit dieser Gesetzwidrigkeit abgab. ... Mußte wegen Wassermangel in der Hütte gefeiert werden, so wurden diese Leute nicht entlassen, sondern auf eine andere Art beschäftigt. In den Hungerjahren ließ er für seine Arbeiter Suppe kochen und im Jahre 1826 kaufte er eine Parthie Frucht an, um den Alfern wohlfeiles Brot zu beschaffen und begnügte sich mit stückweiser Rückzahlung und sehr mäßigen Interessen. Den Armen war diese Familie nicht nur eine Stütze, sondern auch Trost. ... Ihn betrauerte nicht nur der Ort Alf, sondern die ganze Gegend und jeder der ihn kannte, und solange ich lebe werde ich des Menschenfreundes, des umsichtigen Mannes Ferdinand Remy gedenken.“

Ihm zu Ehren benannte man in Alf die Ferdinand-Remy-Straße und im Jahre 1985 den Ferdinand-Remy-Platz. Die Gedenktafel trägt die Inschrift: „Zur Erinnerung an den Gründer des Alfer Eisenwerkes 1826“.

## Familie
Ferdinand Remy war seit 1828 mit der aus Bendorf stammenden Albertine Berta Margareta Hoffmann (1804–1892), einer Tochter der Eheleute Wilhelm Anton Hoffmann (Handelsmann aus Bendorf) und Johanna Jakob d’Orville, verheiratet. Beide hatten drei gemeinsame Töchter, Johanna Wilhelmine Emma (* 1829 Bendorf), Johanna Amalie (* 1831 Bendorf) und Therèse (* 1832, † 1836 Alf). Nach dem Tod ihres Mannes zog Berta Remy zurück nach Bendorf in ihr Haus, das das Zentrum der dortigen Remy-Familie darstellte. Dort lebte sie gemeinsam mit ihrer Tochter Emma (1829–1910) und Heinrich Reuleaux (1825–1899), die seit 1851 miteinander verheiratet waren.

## Burg Arras

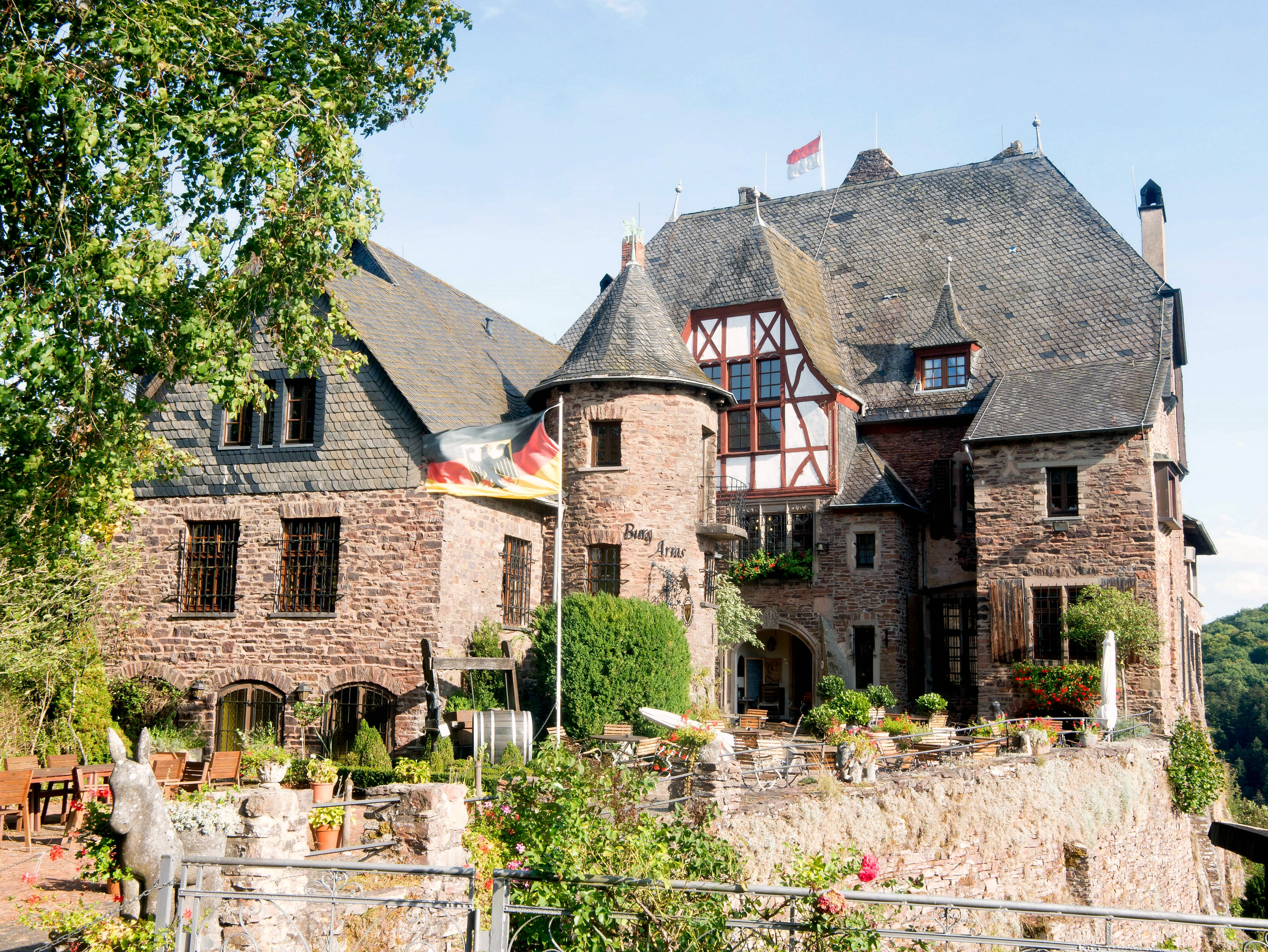
Burg Arras, Dyckerhoff-Villa

1826 erwarb Ferdinand Remy die Burgruine Burg Arras und den dazugehörigen 70 Hektar großen Wald. Nach dem Tode Remys erbten seine Töchter die Burg Arras, die sie dann um das Jahr 1850 an den Weingutsbesitzer Barzen aus Alf veräußerten.

## Marienburg

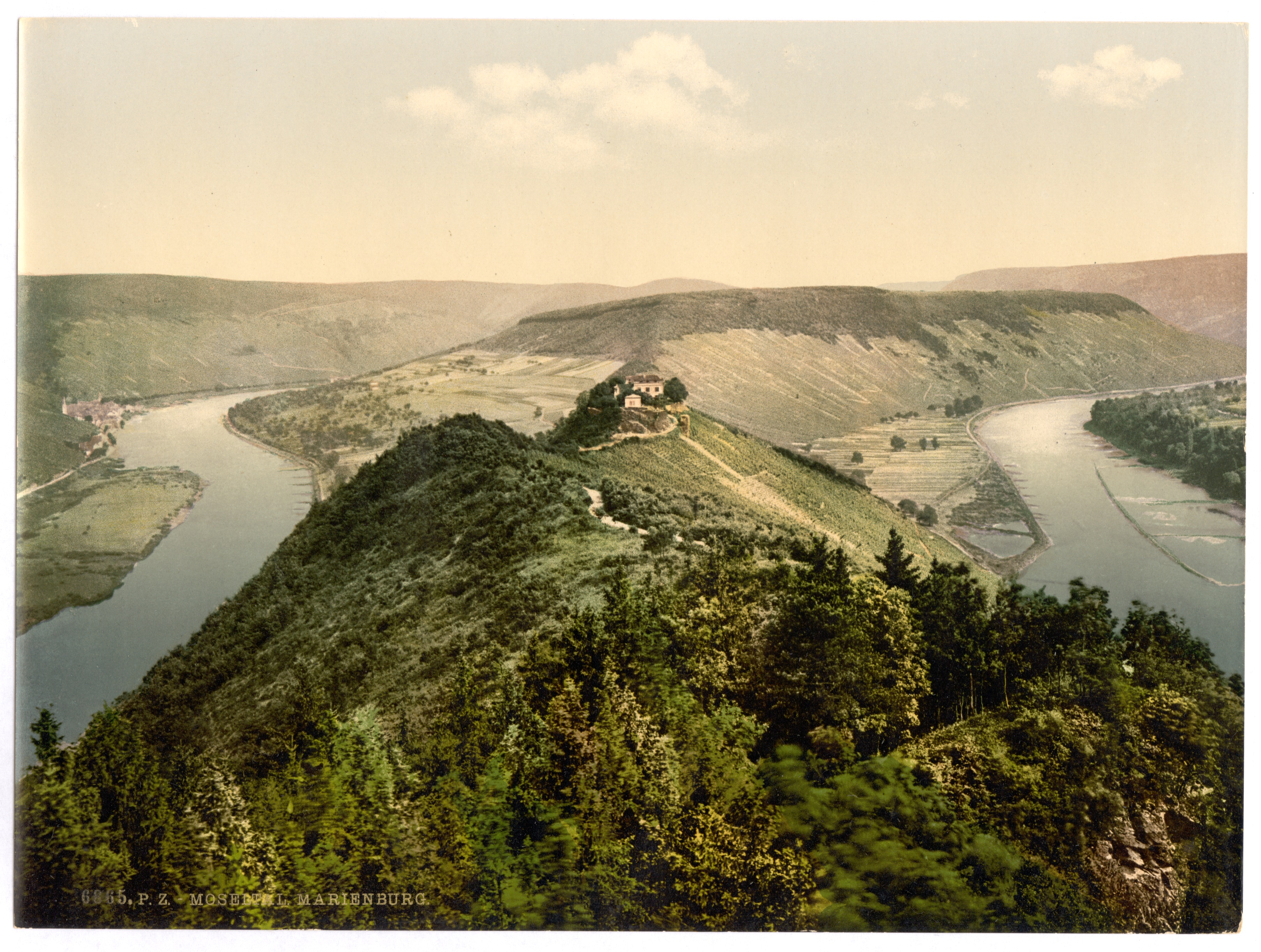
Marienburg Mosel 1900

Als Stephan Kallfelz aus Merl die Ruine Marienburg samt Klostergarten und Anwesen im Jahre 1838 veräußern wollte, wurde sie gemeinsam von Landrat Friedrich Moritz, Ferdinand Remy und einem Sohn von Kallfelz erworben.